# ポール・フラマリエ
ポール・フラマリエ（Paul Fourmarier、1877年12月25日 - 1970年1月20日）は、ベルギーの地質学者である。 
ラ・フルプ (La Hulpe) で生まれた。リエージュ大学 (University of Liège) の地質学の教授を務め、1908年から、ベルギー地質学会の事務局長 (secretary-general) を25年間に渡って務めた。ベルギーの地質図委員会の委員としてベルギーの地質図作成を行い、炭鉱の研究やベルギーの地形の研究を行った。
1957年にロンドン地質学会からウォラストン・メダルを受賞した。鉱物 fourmarierite（PbU4O13・4H2O）に命名された。

## 著書
- "Hydrogéologie : introduction à l'étude des eaux, destinées à l'alimentation humaine et à l'industrie".  Paris : Masson, 1939.